# Paseky
Paseky é uma comuna checa localizada na região da Boêmia do Sul, distrito de Písek.